# DirecTV

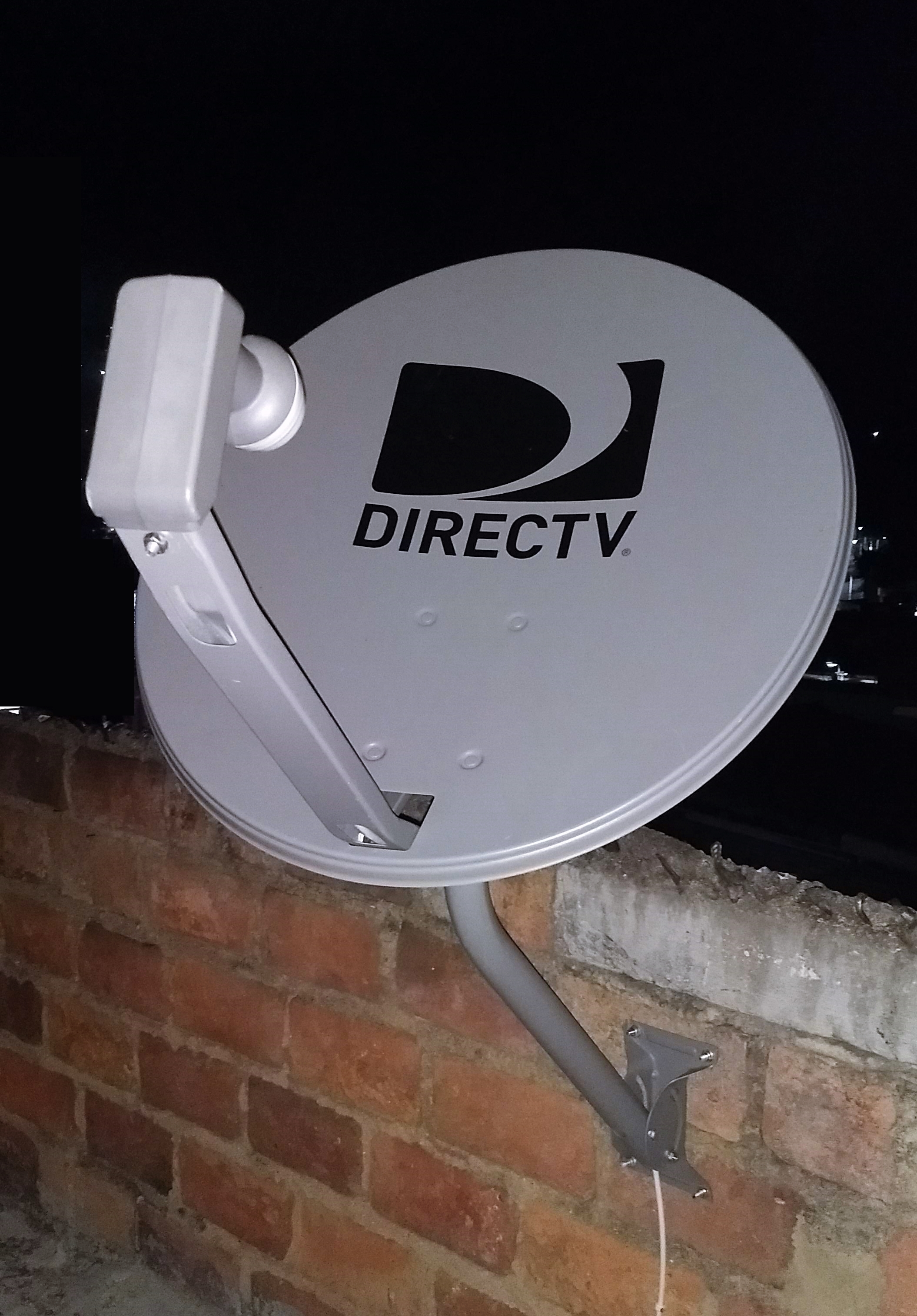
Antena DirecTV

DirecTV (estilizado como DIRECTV) é uma empresa norte-americana provedor do serviço de direct-to-home com sede em El Segundo, Califórnia. Desde julho de 2015, ela é uma subsidiária da AT&T. O seu serviço de satélite, lançado em 17 de junho de 1994, transmite televisão por satélite e áudio digitais nos Estados Unidos, América Latina e o Caribe. Os seus maiores concorrentes são a Dish Network e os provedores de televisão a cabo. Depois de receber uma aprovação da Comissão Federal de Comunicações dos Estados Unidos e do Departamento de Justiça dos Estados Unidos, a AT&T adquiriu a DirecTV em uma transição avaliada em 48,5 bilhões e foi completada em 24 de julho de 2015.

## Informação geral
A DirecTV oferece serviços de televisão e áudio para os seus assinantes através de transmissões via satélite. Os serviços incluem o equivalente a muitas emissoras de televisão locais, redes de televisão abertas, serviço de assinatura de televisão, serviços de rádio via satélite, e serviços de vídeo privado. Os assinantes possuem acesso a centenas de canais, em comparação com serviços de televisão a cabo e outros serviços transmitidos via satélite.
A maioria dos assinantes usam antenas que são muito menores do que a primeira geração de antenas, que tinham alguns metros de diâmetro. Melhorias na tecnologia de antena, incluído antenas fractais, permitiram uma redução geral no tamanho da antena em todas as indústrias e aplicações. Os equipamentos de recepção incluem uma antena parabólica, um receptor/decodificador integrado e um cartão de acesso da DirecTV, que é necessário para que o receptor/decodificador funcione.
Na América Latina a operadora também é proprietária de dois canais próprios e exclusivos, a DirecTV Sports, com programação esportiva e o OnDirecTV, com programação de filmes, séries, etc..

## História
Em 1981, o sistema de televisão por satélite, foi fundado por Stanley Hubbard, um empresário próximo da General Motors e da RCA. Inicialmente, o sistema oferecia mais de 150 canais com sinal digital. O sistema foi desenvolvido pela empresa e pela United States Satellite Broadcasting (USSB), que mais tarde seria adquirida pela empresa, por mais de um milhão de dólares. Em 1994 a empresa é inaugurada, e obtém cerca de 320 000 assinaturas. Em 1996 a empresa tem cerca de 2 300 000 assinaturas.
Em 1998 a empresa adquire a United States Satellite Broadcasting por cerca de 1 300 000 dólares. Com isso, o sistema pode oferecer de 185 à 210 canais. Com essas duas mudanças na história da empresa, o número de assinantes subiu para 4 458 000.
Em 1999 a empresa adquire a PrimeStar por um 1 000 803 000 dólares, ganhando mais 2 300 000 assinantes, sendo no total 6 669 000 assinantes.
Em 2000 a empresa oferece seu sistema no Japão, tendo 9 954 000 assinantes. Em 2001, com 10 218 000 assinantes, apenas foi anunciada a intenção de unir a empresa à Echostar, uma empresa que opera satélites da Dish Network.
Em 2002 foi considerada a empresa líder de sistema de televisão por satélite pela J. D. Power and Associates, com 11 181 000 assinantes. Em 2003, após a tentativa de negociar com a Echostar, não foi feito nenhum negócio, mas mesmo assim, subiu o número de assinantes para 12 290 000 assinantes. Em 2004 o sistema fica disponível no México, aumentando o número de assinantes para cerca de 13 000 000 assinantes. Em 2007, nos Estados Unidos, foi anunciada a estreia de canais nacionais com imagem em alta-definição, sendo transmitidos com o codec MPEG-4. Foi feita uma compra de uma grande parte da ReplayTV da D&M Holdings. No Brasil, a empresa opera com o Grupo Globo, sendo fundida com a Sky Brasil. Em 2009 a empresa se separa da Liberty Entertainment, Inc. Em 2010 Michael White substitui John Malone na presidência da empresa.
Em 2014, o DirecTV Group, da qual a DirecTV faz parte, foi vendida para a gigante norte-americana das telecomunicações AT&T pelo valor de 49 bilhões de dólares.
Em dezembro de 2020, seu renome ressurgiu no Brasil com o serviço de TV via streaming DirecTV GO (posteriormente alterado para DGO). A empresa não possuía ligação direta à empresa AT&T, mas à Vrio Corp., controladora da SKY Brasil e DIRECTV América Latina e até então sua subsidiária.
Em julho de 2021, a AT&T anunciou o acordo de venda da Vrio para o grupo argentino Werthein, atual proprietário da subsidiária.